# Bayesiansk inferens
Bayesiansk statistik eller bayesiansk inferens behandlar hur empiriska observationer förändrar vår kunskap om ett osäkert/okänt fenomen. Det är en gren av statistiken som använder Bayes sats för att kombinera insamlade data med andra informationskällor, exempelvis tidigare studier och expertutlåtanden, till en samlad slutledning. Metodiken har fått sitt namn efter den engelske pastorn Thomas Bayes, som presenterade satsen i en postumt utgiven artikel.
Teorin bygger på ett subjektivt sannolikhetsbegrepp, där en sannolikhet representerar personlig grad av tilltro. Det gör det möjligt att använda sannolikheter för händelser som inte kan upprepas (till exempel en specifik kärnkraftsolycka) eller till och med ansätta sannolikheter till fixa naturkonstanter eller modellparametrar. Det enda som spelar roll är användarens kunskap om ett fenomen; om man inte känner till värdet av en naturkonstant så beskrivs denna osäkerhet med en sannolikhetsfördelning, oavsett om till exempel någon annan känner till värdet på naturkonstanten.  
Den snabba datorutvecklingen i kombination med effektiva simuleringsalgoritmer, till exempel Markov Chain Monte Carlo (MCMC), har bidragit till den bayesianska inferensens växande popularitet i praktiskt statistiskt arbete. Metodiken gör det även möjligt att använda a priori-fördelningar som regulariserar flexibla modeller för att undvika överanpassning, till exempel kan så kallade ridge- och lassoregression förklaras som bayesiansk inferens baserat på specifika a priori-fördelningar.
Bayesiansk inferens leder till ett naturligt tillvägagångssätt för prediktion och beslutsfattande under osäkerhet, något som har gjort naiv bayesiansk klassificerare populär inom maskininlärning och artificiell intelligens, exempelvis skräppostfilter och datamining.

## Metod
Bayes sats beskriver hur en initial så kallad a priori-sannolikhet uppdateras med empiriska observationer till en a posteriori-sannolikhet. Låt θ beteckna en okänd populationskvantitet, till exempel andelen socialdemokrater i Sverige. Från tidigare val och opinionsundersökningar sammanfattas kunskapen kring θ med en a priori-fördelning, p(θ). A priori-fördelningen uppdateras när ny information samlas in, till exempel en väljarundersökning, med hjälp av Bayes sats till en a posteriori-fördelning 
{\displaystyle p(\theta \vert data)={\frac {p(data\vert \theta )p(\theta )}{p(data)}}}
där data är den nya valundersökningen, p(data | θ) är den så kallade likelihood-funktionen som beskriver hur sannolika data är för olika värden på θ, och p(data) är marginalsannolikheten för data, som här spelar rollen av relativt oviktig normaliseringskonstant.